# Опарин, Геннадий Иванович
Генна́дий Ива́нович Опа́рин (6 сентября 1947, Архангельск, СССР — 10 июня 2009, Санкт-Петербург, Россия) — советский и российский воздухоплаватель. Двукратный чемпион России по воздухоплавательному спорту на тепловых аэростатах.

## Биография
Геннадий Опарин стоял у истоков возрождения отечественного воздухоплавания. Преподаватель Академии гражданской авиации, стал воздухоплавателем и профессионально заявил о себе в октябре 1990 года, когда был совершен перелет из Англии в СССР. Его знания, опыт и профессионализм были востребованы при становлении современного российского и международного воздухоплавания. Геннадий Опарин — мастер спорта международного класса, неоднократный рекордсмен мира и России, двукратный чемпион России по воздухоплавательному спорту (1996, 1997гг.) и обладатель многих других титулов и званий. Чемпион страны в дисциплине «тепловые аэростаты» Член королевского клуба пилотов воздухоплавателей BBAC, член международной ассоциации AIRSHIP